# 約翰·格奧爾格·哈曼
約翰·格奧爾格·哈曼（Johann Georg Hamann，德語：[ˈhaːman]；1730年8月27日—1788年6月21日）是來自柯尼斯堡的德國路德派哲學家，被稱為“北方巫師”，是後康德哲學的領袖人物之一。他的學生赫尔德將他的作品用作狂飙突进運動的主要支持者，並與反啟蒙運動和浪漫主義有關。
他向同樣來自柯尼斯堡的康德介紹了休謨（將他從“教條式的沉睡”中喚醒）和盧梭的作品。哈曼受到休謨的影響，但他用他的觀點來支持而不是反對基督教。
歌德和克爾凱郭爾都認為他是他那個時代最優秀的人。他也對黑格爾和弗里德里希·海因里希·雅各比有重要影響。 早在語言学轉向之前，哈曼就認為，認識論應該被語言哲學取代。